# Octávio Medeiros

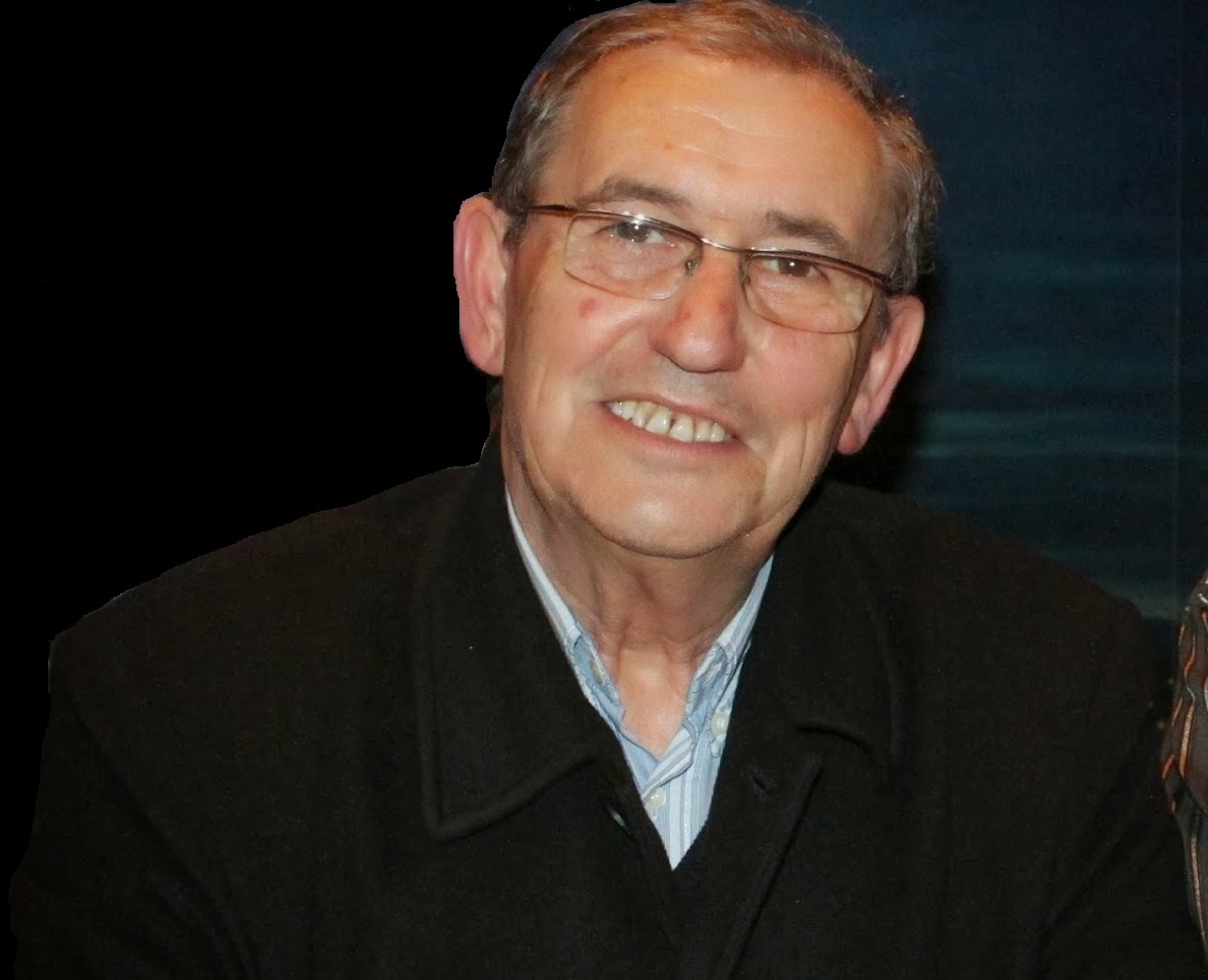
Octávio Medeiros

Octávio Henrique Ribeiro de Medeiros, nasceu a 27 de dezembro de 1944, na localidade da Lomba do Botão, Povoação, S. Miguel – Açores, e faleceu a 18 de outubro de 2021. Foi professor e investigador da Universidade dos Açores, da área de sociologia, e também sacerdote.

## Biografia
Iniciou a sua formação em 1958 nos seminários da Diocese de Angra (Seminário Menor do Santo Cristo, em Ponta Delgada, 1958-1960, e Seminário de Angra, 1960-1969), de onde saiu, em dezembro de 1969, com mais cinco colegas, no último ano do curso de teologia, em rutura com a orientação que era adotada. Em 1970, ingressou na Universidade Católica Portuguesa, onde concluiu o curso de teologia, em junho de 1971, e em setembro desse ano vai para Angola, ao serviço da diocese de Uíje, então denominada Carmona e S. Salvador. Recebeu a ordenação presbiteral, a 23 de abril de 1972, e exerceu diversos cargos, como governador do bispado e chanceler da cúria diocesana. Regressa aos Açores em novembro de 1977, onde esteve um ano sem receber qualquer provisão1.
Em 1978, ingressou na Universidade Gregoriana, onde, em 1981, tirou o curso de licenciatura em sociologia. Em 1982, é nomeado vice-reitor do Pontifício Colégio Português, em Roma ao mesmo tempo que frequenta, na Universidade Gregoriana, o curso de doutoramento denominado Curriculum ad Lauream. Doutorou-se, em 2004, com a tese Práticas e Representações Religiosas na Ilha de S. Miguel (Açores), sob a orientação do professor Giuseppe Scarvaglieri, recebendo a classificação máxima de Summa cum laude. Obteve a equivalência pelas universidades portuguesas dos graus de licenciado em sociologia, em 1982, e de doutorado, em 2004. A tese de doutoramento, publicada em livro sob o título geral Trilhos da Fé, o autor toma o fenómeno religioso como indispensável para compreender a sociedade, à semelhança de Max Weber, Max Scheler, Émile Durkheim e outros. O seu interesse, porém, centrou-se na análise da transfiguração que afetava a prática religiosa numa sociedade também ela em transformação. Na sua análise, sobressai o desenlace que a vivência religiosa da sociedade mostrava face aos seus modelos tradicionais, institucionalmente padronizados, e a sua orientação para uma nova forma de vivência de teor mais pessoal e liberto dos preceitos e regras que tradicionalmente a informavam. Foi um trabalho sustentado por uma exaustiva recolha de informações apoiadas em inquéritos, que mostraram uma vivência religiosa a constituir-se ao lado de uma prática regular e institucional.
No ano letivo de 1981-1982, colabora num projeto de investigação dirigido pelo Professor Francisco Carmo na Universidade dos Açores e, durante o verão, faz um estágio na Universidade de Rhode Island (URI), sob a orientação do professor Richard Pollnac. Ingressa no então Departamento de História, Filosofia e Ciências Sociais da Universidade dos Açores, em 1983, como assistente convidado, passando a professor auxiliar em abril de 2004. Leciona, entre outras, as seguintes disciplinas: Métodos e Técnicas de Investigação Social, Sociologia Geral, Sociologia Rural e Urbana, Sociologia da Família e Sociologia da Religião, a par de uma constante investigação realizada nas áreas da sociologia da religião, das aspirações da juventude, da situação das mulheres, da pobreza e da emigração e regresso nos Açores. Foi ainda diretor do curso de Sociologia e do Centro de Estudos Sociais, secretário do Departamento de História, Filosofia e Ciências Sociais e integrou o corpo redatorial da revista Arquipélago-Ciências Sociais.
A partir de 2010, passou à situação de aposentado, assumindo diversas funções eclesiais e cívicas, nomeadamente, vigário episcopal, por um período de três anos, ouvidor, presidente da direção da Fundação Maria Isabel do Carmo Medeiros, diretor da Escola Profissional Mons. João Maurício de Amaral Ferreira, para além de pároco em mais de uma localidade. Foi ainda presidente da mesa da assembleia geral da Santa Casa da Misericórdia da Povoação, de 1990 a 1995, membro da direção do Instituto Cultural de Ponta Delgada e redator da revista do mesmo instituto Insulana e diretor do Instituto Católico de Cultura, de 1996 a 2001.
Foi agraciado com a Insígnia Autonómica de Mérito Cívico, por resolução n.º 10/2011, de 17 de maio, da Assembleia Legislativa da Região Autónoma dos Açores. A 7 de julho de 2012, recebeu o título de cidadão honorário, distinção concedida pela Câmara Municipal da Povoação, sua terra natal, em sessão realizada para celebrar o 173.º aniversário do concelho. Após a sua morte, a Câmara da Povoação instituiu em sua memória dois prémios para distinguir o melhor aluno finalista dos cursos de Sociologia e de Serviço Social.
1 Cf. Octávio H. Ribeiro de Medeiros e Filipe Pinheiro de Campos, Clero da Ouvidoria da Povoação. Notas Biográficas, p. 280.

## Obras

### Sociologia da Religião
- Entre o Culto e o Sentido. Fé professada, Celebrada e Vivida em Meio Urbano, Ponta Delgada: 2008.
- Os Trilhos da Fé: Práticas e Representações Religiosas em S. Miguel, Ponta Delgada: Instituto Cultural de Ponta Delgada, 2004.
- Rurbanização Humanizante, Povoação: Câmara Municipal da Povoação, 1999.
- Espaços de Identidade e Memória. A Prática Religiosa dos Açorianos, Ponta Delgada: Instituto de Cultura Católica, 2002.
- Sociologia e Pastoral. Ambiguidade e Desafios, Ponta Delgada: Instituto de Cultura Católica, 1996.
- A Minha Casa É a Minha Igreja. Prática Religiosa dos Açorianos, Ponta Delgada: Instituto Cultural de Ponta Delgada, 1995.

### Em coautoria
- Perfis e Trajetórias dos Imigrantes nos Açores, Ponta Delgada: Governo dos Açores, 2009.
- Emigração e Regresso no Concelho do Nordeste, Ponta Delgada / Centro de Estudos Sociais da Universidade dos Açores, 2004.
- Emigração e Regresso no Concelho da Povoação, Povoação: Câmara Municipal da Povoação, 2003.
- Povoação. Da Grandeza, da Miséria e do Sonho, Povoação, Câmara Municipal da Povoação, 2002.
- A Situação das Mulheres nos Açores, Ponta Delgada, Assembleia Legislativa Regional / Centro de Estudos Sociais da Universidade dos Açores, 1999.
- O Rosto da Pobreza. Uma Tentativa de Caracterização, Povoação: Santa Casa da Misericórdia da Povoação, 1998.
- Juventude Açoriana. Caracterização, Valores e Aspirações, Ponta Delgada, Secretaria Regional da Juventude, Emprego, Comércio, Indústria e Energia / Centro de Estudos Sociais da Universidade dos Açores, 1995.
- Concelho da Povoação. Entre Identidade e Representação, Povoação: Câmara Municipal da Povoação, 1993.
- Centenário da Rerum Novarum do Papa Leão XIII, Ponta Delgada: 1991.
- Situação e Aspirações da Juventude nos Açores, Ponta Delgada: Secretaria Regional da Juventude / Centro de Estudos Sociais da Universidade dos Açores, 1990.

### História local e regional
- Água Retorta. Para Memória das Gentes. Os Agentes do Sagrado, Paróquia de N. S. da Penha de França, 2019.
- Ouvidoria da Povoação. Cem anos de História com Renovada Esperança (1916-2016) [2006], Povoação: Ouvidoria da Povoação, 2016.
- Paróquia de Água Retorta. Memória dos Sacerdotes que Te Serviram (1768 a 2015), Paróquia e Junta de Freguesia de Água Retorta¸ 2015.
- Clero da Ouvidoria da Povoação. Notas Biográficas, 2.ª ed. revista e atualizada, Povoação: Santa Casa da Misericórdia da Povoação, 2014.
- Livro do Tombo de Nossa Senhora Mãe de Deus (1913-1939), Povoação: Paróquia de Nossa Senhora Mãe de Deus, 2013.
- Espírito Santo: das Censuras ao Império. O Magistério Revisitado, suplemento do Boletim Eclesiástico dos Açores, v. 61, 2011.
- Um Caso Insólito: Igreja ou Centro de Subversão?, Ponta Delgada: Instituto de Cultura Católica, 2000.
- A Igreja nos Açores. Segundo Quartel do Século XX. Índices do Boletim Eclesiástico dos Açores (1924-1952), Povoação: Santa Casa da Misericórdia da Povoação, 1998.
- A Igreja nos Açores. Primeiro Quartel do Século XX. Índices do Boletim Eclesiástico dos Açores (1900-1924), Povoação: Santa Casa da Misericórdia da Povoação, 1997.
- A Igreja nos Açores. Último Quartel do Século XIX. Índices do Boletim Eclesiástico dos Açores (1872-1900), Povoação: Santa Casa da Misericórdia da Povoação, 1996.
- Igreja de Nossa Senhora de Fátima (Lomba do Botão). Subsídios para a sua História, Povoação: 1991.
- Nascer de Novo. Uma Exigência do Reino [crónicas], Instituto Cultural de Ponta Delgada, 1991.

### Atividade editorial
- Na coleção “Poetas da Nossa Terra”, promoveu a republicação dos poetas populares da freguesia de Água Retorta:
- Manuel Ventura de Medeiros, Versos Religiosos, Junta de Freguesia de Água Retorta, 2020.
- Luís Furtado Leite, Jardim de Flores Silvestres, Água Retorta, Paróquia de N. S. da Penha de França, 2019.
- Manuel Botelho, Saudades da Minha Terra, Junta de Freguesia de Água Retorta, 2017.

É ainda autor de vários ensaios, publicados em diversas revistas e obras coletivas, fruto da participação em colóquios e congressos.